# 傑多維奇區

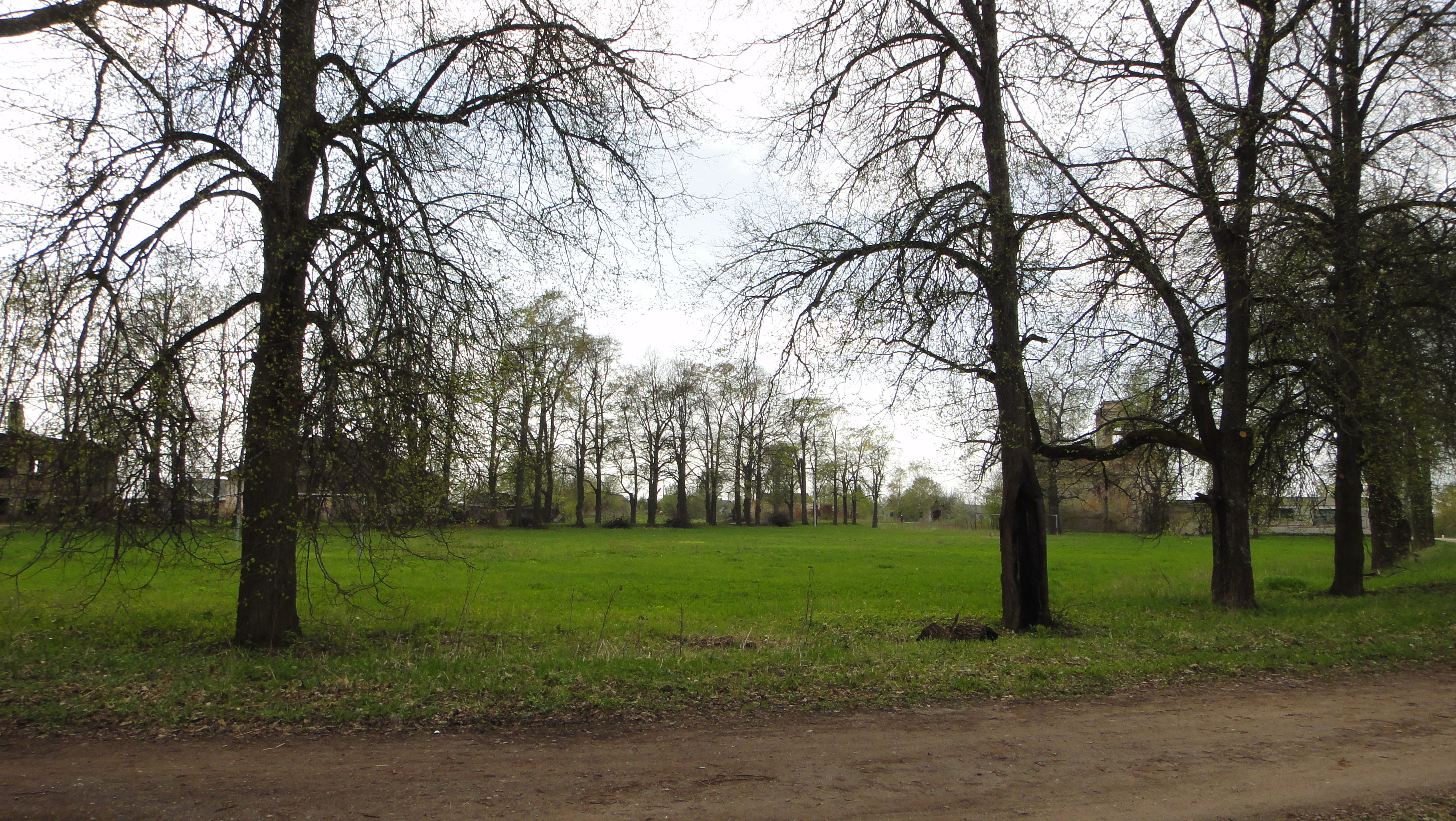

57°33′N 29°57′E / 57.550°N 29.950°E
傑多維奇區（俄语：Дедовичский район），是俄羅斯的一個區，位於該國西北部，由普斯科夫州負責管轄，面積2,188平方公里，2010年人口14,692，人口密度每平方公里6.71人。